# Eremomela gregalis
Eremomela gregalis е вид птица от семейство Cisticolidae. Видът е незастрашен от изчезване.

## Разпространение
Разпространен е в Намибия и Южна Африка.